# Tore Renberg
Tore Renberg (född 3 augusti 1972 i Stavanger) är en norsk författare och musiker. Renberg har studerat litteraturvetenskap och filosofi vid Universitetet i Bergen. Han har arbetat som litteraturkritiker och essäist, och varit programledare för tv-programmet Leseforeningen (1998 och 1999) på NRK2. Tore Renberg förekommer i Karl Ove Knausgårds roman Min kamp del 5. Han är där en 20-årig vän till Knausgård och strävar efter att få sin första roman publicerad